# Grobla (Dziergowice)
Grobla – przysiółek wsi Dziergowice w Polsce, położony w województwie opolskim, w powiecie kędzierzyńsko-kozielskim, w gminie Bierawa.
W latach 1975–1998 przysiółek administracyjnie należał i nadal należy do województwa opolskiego.